# Viện Nghiên cứu Quốc tế và Khu vực Princeton
Viện Nghiên cứu Quốc tế và Khu vực Princeton (PIIRS) là trung tâm nghiên cứu về quan hệ quốc tế và nghiên cứu khu vực tại Viện Đại học Princeton. Thành lập vào năm 1951, PIIRS là một trong những trung tâm lâu đời nhất thuộc loại hình này ở Hoa Kỳ. Viện tập trung vào cách tiếp cận liên ngành và đội ngũ giảng viên liên kết bao gồm hơn 150 giáo sư và học giả khác từ hơn 25 khoa khác nhau của Princeton.

## Các chương trình của Viện

### Các trung tâm nghiên cứu
- Trung tâm Nghiên cứu Iran và Vịnh Ba Tư
- Chương trình Trung Quốc và Thế giới
- Mạng lưới nghiên cứu Cuba
- Chương trình Liên minh Châu Âu tại Princeton
- Quỹ Nghiên cứu Ireland
- Viện nghiên cứu xuyên quốc gia về Trung Đông, Bắc Phi và Trung Á đương đại
- Trung tâm Paul và Marcia Wythes về Trung Quốc đương đại
- Hội thảo Chuyên đề về Nhân văn Phi Châu
- Trung tâm Seeger về nghiên cứu Hy Lạp học

### Học bổng
Viện hỗ trợ đào tạo ngôn ngữ nâng cao cho các sinh viên cao học tại Princeton đang thực hiện các luận án quốc tế.
Học bổng Toàn cầu Fung là một chương trình có uy tín có định hướng về nghiên cứu dành cho các giảng viên khi bắt đầu sự nghiệp cũng như muốn học tập tại Princeton trong một năm. Chương trình được tài trợ bởi một món quà trị giá 10 triệu đô la từ William Fung, một cựu sinh viên Princeton, với mục đích thu hút các học giả trên khắp thế giới. Các học giả đủ điều kiện phải có bằng Tiến sĩ hoặc tương đương trong lĩnh vực nghiên cứu có liên quan và phải nắm giữ một vị trí nghiên cứu ở ngoài Hoa Kỳ.

### Chính trị thế giới
Viện PIIRS tài trợ cho tạp chí Chính trị Thế giới.